# Монпельє (Огайо)
Монпельє (англ. Montpelier) — селище (англ. village) в США, в окрузі Вільямс штату Огайо. Населення — 3942 особи (2020).

## Географія
Монпельє розташований за координатами 41°35′3″ пн. ш. 84°35′37″ зх. д. / 41.58417° пн. ш. 84.59361° зх. д. (41.584108, -84.593555).  За даними Бюро перепису населення США в 2010 році селище мало площу 7,58 км², з яких 7,53 км² — суходіл та 0,04 км² — водойми.

## Демографія
Згідно з переписом 2010 року, у селищі мешкали 4072 особи в 1649 домогосподарствах у складі 1055 родин. Густота населення становила 537 осіб/км².  Було 1843 помешкання (243/км²).
Расовий склад населення:
| - 96,2 % — білих - 1,4 % — азіатів - 0,5 % — корінних американців - 0,1 % — чорних або афроамериканців |

До двох чи більше рас належало 1,3 %. Частка іспаномовних становила 3,4 % від усіх жителів.
За віковим діапазоном населення розподілялося таким чином: 26,9 % — особи молодші 18 років, 58,6 % — особи у віці 18—64 років, 14,5 % — особи у віці 65 років та старші. Медіана віку мешканця становила 36,1 року. На 100 осіб жіночої статі у селищі припадало 90,6 чоловіків;  на 100 жінок у віці від 18 років та старших — 88,1 чоловіків також старших 18 років.
Середній дохід на одне домашнє господарство  становив 46 330 доларів США (медіана — 38 860), а середній дохід на одну сім'ю — 54 755 доларів (медіана — 46 701). Медіана доходів становила 41 429 доларів для чоловіків та 30 110 доларів для жінок. За межею бідності перебувало 19,5 % осіб, у тому числі 28,8 % дітей у віці до 18 років та 3,6 % осіб у віці 65 років та старших.
Цивільне працевлаштоване населення становило 1857 осіб. Основні галузі зайнятості: виробництво — 41,2 %, роздрібна торгівля — 12,8 %, освіта, охорона здоров'я та соціальна допомога — 9,9 %, мистецтво, розваги та відпочинок — 7,4 %.